# Sphaenorhynchus bromelicola
Sphaenorhynchus bromelicola és una espècie de granota endèmica del Brasil.